# Patience Cowie
Patience Anne Cowie (nacida el 27 de enero de 1964) Profesora de Dinámica Terrestre en la Universidad de Bergen. Su trabajo se ha centrado en la investigación de la propagación de fallas y rifts. Fue galardonada con la medalla Coke de la Sociedad Geológica de Londres en 2016.

## Biografía
Cowie nació en el Reino Unido. Estudió Geología en la Universidad de Durham, donde se graduó en 1985. Durante su licenciatura participó en excursiones, a la vez que su interés por la investigación geológica crecía. Cowie se trasladó al Observatorio Lamont – Doherty en la Universidad de Columbia para sus estudios de posgrado y obtuvo el título de Máster en 1989. Permaneció allí para su doctorado, que completó en 1992 bajo la supervisión de Christopher Scholz. Obtuvo una plaza de investigación postdoctoral en la Universidad de Niza Sophia Antipolis ese mismo año, donde permaneció durante un año antes de unirse a la Universidad de Edimburgo.

## Trayectoria Científica
Cowie se mudó a la Universidad de Edimburgo en 1993, inicialmente financiada con una beca de investigación del Consejo de Investigación del Medio Ambiente. Fue galardonada con una beca de investigación de la Royal Society University en 1994. Su investigación considera las respuestas de fallas activas a procesos en superficie. Esto incluye el estudio de las leyes físicas responsables de la erosión de los ríos y de cómo se dispersan los sedimentos en rifts, así como el desarrollo de simulaciones utilizando enfoques de fuente-receptor. Cowen utiliza una variedad de enfoques de investigación, que incluye datos recopilados durante visitas de campo, modelos teóricos y matemáticos. Esto conlleva el uso de tecnologías como LIDAR y georradares para controlar el deslizamiento sísmico. En 2003 Cowie se convirtió en investigadora adjunta en la Institución Oceanográfica de Woods Hole. Fue ascendida a profesora de geodinámica en la Universidad de Edimburgo en 2008.
En 2011 Cowie se unió a la Universidad de Bergen como profesora de geodinámica. Allí es colíder del Proyecto Statoil-Norwegian Multi-Rift. Cowie ha investigado a fondo fallas geológicas. Ha estudiado la forma en que estas se propagan, las variaciones en el espacio y el tiempo debido a interacciones entre fallas, las velocidades a las que se deslizan y cómo se desarrollan las zonas dañadas en areniscas de alta porosidad. Su trabajo reciente ha considerado la geomorfología de la cordillera de los Apeninos en Italia y Grecia continental. Junto con el trabajo sobre fallas geológicas, ha estudiado el hundimiento en rifts, las velocidades de erosión y cómo determinar la trayectoria de sedimentos en rifts. Cowen ha los rifts del Jurásico Superior en el Mar del Norte. Es colíder de MultiRift, un programa del Consejo de Investigación de Noruega que simula procesos superficiales. Cowie ha investigado los orígenes de los terremotos, y fue la primera persona en identificar que las zonas de falla se deforman tal y como los experimentos en laboratorios pueden predecir.
La Sociedad Geológica de Londres reconoció las contribuciones que Cowie ha hecho a la geología a lo largo de su carrera, otorgándole la medalla Coke en 2016. La cita decía: "La carrera de investigación de Patience Cowie ha sido sobresaliente desde el principio: su rompedor trabajo de doctorado, realizado con Chris Scholz en el El Observatorio de Lamont-Doherty, produjo nuevas ideas sobre la forma en que las fallas crecen e interactúan, y explicó los mecanismos físicos tras la el enlace de fallas y la razón por la cual el desplazamiento en longitud de fallas ocurre en sistemas naturales ... La investigación de Patience se caracteriza por una profunda claridad de pensamiento y representa una combinación juiciosa de simulación, análisis sísmico y observación de campo ... Paciencia Cowie, eres una geocientífica inspiradora y con visión de futuro, que ha revolucionado nuestra comprensión del crecimiento y la interacción de las fallas".

### Publicaciones destacadas
Entre sus publicaciones destacan:
- Cowie, Patience; Berkowitz, Brian (2001). «Scaling of fracture systems in geological media». Reviews of Geophysics 39: 347-383.
- Cowie, Patience; Scholz, Christopher H. (1 de noviembre de 1992). «Physical explanation for the displacement-length relationship of faults using a post-yield fracture mechanics model». Journal of Structural Geology 14: 1133-1148.
- Cowie, Patience; Scholz, Christopher H. (1 de noviembre de 1992). «Displacement-length scaling relationship for faults: data synthesis and discussion». Journal of Structural Geology 14: 1149-1156.

Fue editora de la revista científica Geology de la Sociedad Geológica de Estados Unidos.

## Vida personal
Cowie está casada y tiene dos hijas, Esther y Saskia. Su esposo, Leo Zijerveld, estuvo en excedencia durante la infancia de sus hijas, y mientras obtuvo un título a través de la Open University.
Cowie fue diagnosticada con cáncer de mama en 2008.